# 王脩植
王脩植，浙江省定海直隸廳人，清朝政治人物、進士出身。曾任北洋水师学堂会办、北洋大学堂总办，兼管附设的津榆铁路学堂和芦汉铁路学堂，创办《国闻报》。

## 生平
光緒十六年（1890年），参加光緒庚寅科殿試，登進士二甲34名。同年五月，改翰林院庶吉士。光緒十八年五月，散館，授翰林院編修。
光绪二十年（1894年），王脩植外放天津。同年十月二十六日，出任北洋水师学堂会办。光绪二十一年（1895年），为广西按察使胡燏棻代拟《条陈变法自强事宜折》，通篇近万字。此折上奏后，被列为九件得到光绪帝嘉许的重要变法上疏之首，对促使光绪帝下决心实行戊戌变法具有重要影响。
光绪二十二年冬（1896年），王脩植出任中国近代第一所大学——北洋大学堂总办。自光绪二十三年（1897年），盛宣怀令筹备就绪的津榆铁路学堂并入北洋大学堂由王脩植兼管，并另招20人建立芦汉铁路学堂。同年，王脩植与严复、夏曾佑在天津创办《国闻报》，倡导“通上下之情，通中外之故”，与上海《时务报》遥相呼应，成为维新派在北方的重要宣传阵地。
光绪二十八年（1902年），王脩植因病卒于天津。